# Championnat d'Autriche féminin de football 1984-1985
Navigation
Édition précédente Édition suivante
La saison 1984-1985 du Championnat d'Autriche féminin de football (Österreichische Fußball-Frauenmeisterschaft) est la seizième saison du championnat.
C'est la troisième saison organisée par la fédération autrichienne de football. Auparavant, depuis 1972 le championnat était organisé par la ligue de football de Vienne.
Le champion sortant, le SV Aspern, retire son équipe avant le début de la saison, l'équipe est reprise par le ESV Stadlau/Kaisermühlen qui prend sa place dans le championnat. En fin de saison, le DFC Ostbahn XI remporte son premier titre de champion.

## Organisation
La compétition se déroule en mode championnat, chaque équipe joue deux fois contre chaque équipe adverse participante, une fois à domicile et une fois à l'extérieur.

## Compétition
Une victoire = 2 points, un match nul = 1 point.

### Classement
| Rang | Équipe                   | Pts | J  | G | N | P  | Bp | Bc | Diff |
| ---- | ------------------------ | --- | -- | - | - | -- | -- | -- | ---- |
| 1    | DFC Ostbahn XI           | 22  | 14 | 9 | 4 | 1  | 27 | 13 | +14  |
| 2    | USC Landhaus             | 20  | 14 | 9 | 2 | 3  | 52 | 17 | +35  |
| 3    | Union Kleinmünchen       | 20  | 14 | 9 | 2 | 3  | 26 | 22 | +4   |
| 4    | 1. DFC Leoben            | 19  | 14 | 8 | 3 | 3  | 34 | 15 | +19  |
| 5    | LUV Graz Damen           | 12  | 14 | 5 | 2 | 7  | 27 | 27 | 0    |
| 6    | ESV Stadlau/Kaisermühlen | 9   | 14 | 3 | 3 | 8  | 20 | 42 | -22  |
| 7    | DFC Alland-Brunn         | 6   | 14 | 1 | 4 | 9  | 11 | 30 | -19  |
| 8    | KSV Wiener Berufsschulen | 4   | 14 | 0 | 4 | 10 | 11 | 42 | -31  |

| Légende : Qualifications et relégations | Légende : Qualifications et relégations                            |
| --------------------------------------- | ------------------------------------------------------------------ |
|                                         | Champion d'Autriche                                                |
|                                         | Relégué en deuxième division                                       |
|                                         | T : Tenant du titre P : Promu C : Vainqueur de la Coupe d'Autriche |